# Demetrios Kydones
Demetrios Kydones (griechisch Δημήτριος Κυδώνης, lateinisch Demetrius Cydones, selten auch Demetrius Cydonius; * 1324 in Thessaloniki; † 1397 oder 1398 auf Kreta) war ein byzantinischer Theologe und langjähriger leitender Minister (Mesazon) unter den Kaisern Johannes VI. Kantakuzenos, Johannes V. Palaiologos und Manuel II. Palaiologos.

## Leben
Demetrios erhielt in seiner Heimatstadt eine umfassende philosophische und theologische Ausbildung. In politischer Hinsicht ist Demetrios Kydones dafür bekannt, dass er angesichts der Bedrohung durch die Türken für eine Wiedervereinigung der orthodoxen und der katholischen Kirche eintrat. Er bewog Johannes V. zur Konversion, die jedoch wegen des Widerstands der Ostkirche folgenlos blieb.
Er selbst konvertierte zur katholischen Kirche, wahrscheinlich 1357, im Zusammenhang mit seinen Thomas-Studien.

## Schriften
- Demetrios Kydones: Briefe. Übersetzt und erläutert von Franz Tinnefeld. Bisher 4 Bände, Hiersemann, Stuttgart 1981–2003 (Bibliothek der griechischen Literatur).
- Demetrios Kydones: Widerlegung des Koran (griechische Übersetzung der Confutatio Alcorani des Ricoldus de Montecrucis. Griechisch-lateinische Edition, deutsche Übersetzung und Kommentar von Stephanie Lawall geplant in der Reihe Corpus Islamo-Christianum, Series Graeca)
- Apologia pro vita sua. Übersetzt und erläutert von Hans-Georg Beck. In: Ostkirchliche Studien I/3, Würzburg, September 1952.